# Communauté de communes du Pays hamois
La communauté de communes du Pays hamois est une ancienne communauté de communes française, situées dans les départements de la Somme et de l'Aisne.
Elle a fusionné avec la communauté de communes du Pays neslois pour former, le 1er janvier 2017, la communauté de communes de l'Est de la Somme.

## Historique
Le 12 octobre 1960, à la suite de l'ordonnance du 5 janvier 1959 concernant la gestion des Centres de Secours contre l'incendie, le district de Ham est créé avec les communes de Ham, Eppeville, Muille-Villette et St-sulpice.
En 1961, Brouchy et Estouilly intègrent la structure. En 1965 et 1971, les communes d'Esouilly et St-Sulpice sont rattachées à Ham.
En 2002, 3 nouvelles communes viennent enrichir le potentiel de la collectivité : Sancourt, Offoy et Matigny.
En 2006, la structure s'agrandit de nouveau avec Esmery-Hallon, Monchy-Lagache, Croix-Moligneaux, Douilly, Ugny-l'Équipée, Ennemain et Y.
En 2007, Athies et Tertry.
En 2008, la commune de Quivières a rejoint la communauté de Communes.
En 2009, la commune de Pithon, situé dans le département de l'Aisne a rejoint la communauté de communes portant le total de communes membres à 18. 
La loi portant nouvelle organisation territoriale de la République (Loi NOTRe) du 7 août 2015, prévoyant que les établissements publics de coopération intercommunale (EPCI) à fiscalité propre doivent avoir un minimum de 15 000 habitants, le schéma départemental de coopération intercommunale (SDCI) arrêté par le préfet de la Somme le 30 mars 2016 prévoit notamment la fusion des communautés de communes du Pays hamois et celle du Pays neslois, afin de constituer une intercommunalité de 42 communes groupant 20 822 habitants, et précise qu'il « s'agit d'un bassin de vie cohérent dans lequel existent déjà des migrations pendulaires entre Ham et Nesle. Ainsi Ham offre des équipements culturels, scolaires et sportifs (médiathèque et auditorium de musique de grande capacité, lycée professionnel, complexe nautique), tandis que Nesle est la commune d'accueil de grandes entreprises de l'agroalimentaire ainsi que de leurs sous-traitants ».
La fusion intervient le 1er janvier 2017 et la nouvelle structure prend le nom de communauté de communes de l'Est de la Somme,

## Territoire communautaire

### Géographie
La  communauté de communes se situait sur deux départements, celui de la Somme et de l'Aisne.

### Composition
En 2016, la communauté de communes était composée des 18 communes suivantes :
| Nom              | Code Insee | Gentilé      | Superficie (km2) | Population (dernière pop. légale) | Densité (hab./km2) |
| ---------------- | ---------- | ------------ | ---------------- | --------------------------------- | ------------------ |
| Ham (siège)      | 80410      | Hamois       | 9,50             | 4 717 (2014)                      | 497                |
| Athies           | 80034      | Althéiens    | 10,67            | 597 (2014)                        | 56                 |
| Brouchy          | 80144      | Brouchissois | 8,07             | 524 (2014)                        | 65                 |
| Croix-Moligneaux | 80226      |              | 7,88             | 309 (2014)                        | 39                 |
| Douilly          | 80252      |              | 9,88             | 233 (2014)                        | 24                 |
| Ennemain         | 80267      |              | 6,44             | 227 (2014)                        | 35                 |
| Eppeville        | 80274      | Eppevillois  | 4,95             | 1 854 (2014)                      | 375                |
| Esmery-Hallon    | 80284      |              | 18,90            | 777 (2014)                        | 41                 |
| Matigny          | 80519      |              | 6,99             | 512 (2014)                        | 73                 |
| Monchy-Lagache   | 80555      |              | 15,44            | 670 (2014)                        | 43                 |
| Muille-Villette  | 80579      |              | 6,53             | 827 (2014)                        | 127                |
| Offoy            | 80605      |              | 7,10             | 225 (2014)                        | 32                 |
| Pithon           | 02604      | Pithonais    | 2,44             | 74 (2014)                         | 30                 |
| Quivières        | 80658      |              | 6,83             | 149 (2014)                        | 22                 |
| Sancourt         | 80726      |              | 7,20             | 258 (2014)                        | 36                 |
| Tertry           | 80750      | Testriciens  | 4,93             | 173 (2014)                        | 35                 |
| Ugny-l'Équipée   | 80771      |              | 2,85             | 41 (2014)                         | 14                 |
| Y                | 80829      | Ypsiloniens  | 2,73             | 94 (2014)                         | 34                 |

### Démographie
| 1968   | 1975   | 1982   | 1990   | 1999   | 2009   | 2014   |
| ------ | ------ | ------ | ------ | ------ | ------ | ------ |
| 13 747 | 14 317 | 14 306 | 13 664 | 13 301 | 12 836 | 12 261 |

## Organisation

### Siège
Le siège de la Communauté de communes du Pays hamois était situé à Ham (Somme).

### Élus
La communauté de communes était administrée par son Conseil communautaire, composé, de 45 conseillers municipaux représentant les 18 communes membres.
Le Conseil communautaire du 24 avril 2014 a élu son président, Éric Legrand pour le mandat 2014-2016. Celui du 6 mai 2014 a élu le bureau de la communauté pour la même période, composé de 8 vice-présidents : 
1. François Laloi, chargé des affaires et équipements sportifs ;
2. Françoise Ragueneau chargée du développement économique et touristique du territoire, de la formation et de l’insertion de la population ;
3. Marc Bonef chargé des finances et de la sécurité publique ;
4. Marc Barbier chargé de l’aménagement de l’espace, de l'habitat et de l'urbanisme ;
5. Philippe Slusarcsyk chargé des ordures ménagères, de l'environnement et du développement durable ;
6. Jean-Pierre Vaillant, chargé des voitures et des bâtiments communautaires, ainsi que de l'aire d’accueil des gens du voyage ;
7. Jean-Pierre Delville, chargé des affaires culturelles et du patrimoine
8. Yannick Bresous, chargé de l’enfance et la jeunesse[8]

### Liste des présidents
| Période       | Période       | Identité        | Étiquette    | Qualité                                                                                      |
| ------------- | ------------- | --------------- | ------------ | -------------------------------------------------------------------------------------------- |
| 1960          | 1965          | Gaston Lejeune  | SFIO         | Maire de Ham (1945 → 1965) Conseiller général de Ham (1945 → 1958)                           |
| 1965          | 1970          | Émile Luciani   | UNR puis UDR | Représentant de commerce Député de la Somme (1958 → 1973) Maire de Ham (1965 → 1970)         |
| 1970          | 1971          | Lucien Théron   |              | Maire d'Eppeville                                                                            |
| 1971          | 1983          | Gaston Lejeune  |              |                                                                                              |
| 1983          | 1989          | André Demontier |              |                                                                                              |
| 1989          | 1995          | Michel Fagart   |              | Agriculteur et exploitant laitier Maire de Brouchy (1983 → 2008)                             |
| 1995          | avril 2014    | Marc Bonef,     | UMP          | Médecin généraliste Maire de Ham (1989 → 2014) Conseiller régional de Picardie (2010 → 2015) |
| 24 avril 2014 | décembre 2016 | Éric Legrand    | DVG          | Chef d'entreprise Conseiller municipal d'opposition de Ham                                   |

### Compétences
L'intercommunalité exerçait les compétences qui lui avaient été transférées par les communes membres, dans les conditions définies par le code général des collectivités territoriales.
Il s'agissait :
- Sport et Culture
- Économie et Tourisme
- Enseignement - Emploi - Insertion - Formation
- Environnement et Ordures Ménagères
- Finances et Sécurité Publique
- Prévention de la délinquance
- Urbanisme et Logement
- Voirie et Services publics urbains[réf. nécessaire]

### Régime fiscal et budget
La Communauté de communes était un établissement public de coopération intercommunale à fiscalité propre.
Afin de financer l'exercice de ses compétences, la communauté de communes percevait une fiscalité additionnelle aux impôts locaux des communes, avec fiscalité professionnelle de zone (FPZ ) et sans fiscalité professionnelle sur les éoliennes (FPE).
Elle collectait également la taxe d'enlèvement des ordures ménagères (TEOM), qui finnance le fonctionnement de ce service public.